# Arun Shourie
Arun Shourie (* 2. listopadu 1941, Džalandhar) je indický ekonom, novinář a politik. Pracoval pro Světovou banku (1967-1977), byl poradcem státní plánovací komise Indie (1972–1974), redaktorem Indian Express a The Times of India a ministrem telekomunikací a informačních technologií v indické vládě (2002-2004). Je členem a politikem pravicové Indické lidové strany, někdy je obviňován za blízkosti k nacionalismu, je velkým kritikem levice a komunismu, ve svých knihách často polemizuje s levicovým výkladem indických dějin. Roku 1990 mu bylo uděleno státní vyznamenání Padma Bhúšan. Vystudoval ekonomii na univerzitě v Dillí a na Syracuse University v USA (1966).